# Villecey-sur-Mad
Villecey-sur-Mad è un comune francese di 328 abitanti situato nel dipartimento della Meurthe e Mosella nella regione del Grand Est.

## Società

### Evoluzione demografica
Abitanti censiti